# Kärlek på eftermiddagen
Kärlek på eftermiddagen (originaltitel: L'Amour l'après-midi) är en fransk film från 1972, skriven och regisserad av Éric Rohmer. Filmen är den sjätte och avslutande delen i Rohmers filmserie "Six contes moraux" (svenska: Sex moraliska berättelser).

## Medverkande (urval)
| Bernard Verley       | – Frédéric       |
| Zouzou               | – Chloé          |
| Françoise Verley     | – Hélène         |
| Daniel Ceccaldi      | – Gérard         |
| Malvina Penne        | – Fabienne       |
| Babette Ferrier      | – Martine        |
| Tina Michelino       | – Passageraren   |
| Jean-Louis Livi      | – Kollegan       |
| Pierre Nunzi         | – Handelsmannen  |
| Irène Skobline       | – Handelskvinnan |
| Frédérique Hender    | – Madame M.      |
| Claude-Jean Philippe | – Monsieur M.    |